# Симеон Райков
Симеон Райков е български футболист, полузащитник.

## Кариера
Юноша е на Локомотив (Пловдив), но звездата му изгрява в Ботев (Враца), където помага на отбора да се завърне в А група. През лятото на 2011 г. е привлечен в Левски, където прекарва сезон и половина, отбелязвайки 7 гола в 29 мача за А група и 1 гол в 4 мача по време на квалификациите за Лига Европа. По средата на сезон 2012/13 е привлечен в отбора на Черно море (Варна), където треньор е легендата на Левски Георги Иванов – Гонзо.

## Успехи
Черно море
- Купа на България (1): 2014 – 15
- Суперкупа на България (1): 2015